# Horst Eckel
Horst Eckel (8 tháng 2 năm 1932 – 3 tháng 12 năm 2021) là một cựu cầu thủ bóng đá người Đức, thi đấu ở vị trí tiền vệ cánh. Ông là thành viên của đội tuyển Tây Đức giành chức vô địch FIFA World Cup 1954, trận đấu được biết đến với tên gọi “Điều kỳ diệu tại Bern”.
Eckel cũng là cầu thủ cuối cùng còn sống trong đội hình ra sân ở trận chung kết World Cup 1954, nơi Tây Đức đánh bại Hungary rất mạnh thời đó, với tỷ số 3–2, một trong những cột mốc lịch sử của bóng đá thế giới.

## Sự nghiệp câu lạc bộ
Horst Eckel ra mắt đội một của 1. FC Kaiserslautern vào năm 1947 khi mới 15 tuổi. Ông giành chức vô địch bóng đá Đức cùng Kaiserslautern vào các năm 1951 và 1953, thi đấu ở vị trí tiền vệ phải. Với phong cách thi đấu nhanh nhẹn, chăm chỉ và khéo léo, Eckel được đặt biệt danh “Windhund” (chó săn gió). Sau khi rời Kaiserslautern, ông thi đấu cho SV Röchling Völklingen tại giải Regionalliga Südwest.

## Sự nghiệp quốc tế
Eckel là thành viên của đội tuyển Tây Đức giành chức vô địch FIFA World Cup 1954, nổi tiếng với “Điều kỳ diệu tại Bern”. Trong giải đấu đó, ông trở thành một trụ cột quan trọng của đội hình. Sức mạnh của cánh phải trong sơ đồ chiến thuật của HLV Sepp Herberger phần lớn nhờ vào khả năng phòng ngự năng nổ và những đường chuyền chính xác của Eckel, giúp các đồng đội như Helmut Rahn và Max Morlock tận dụng tối đa.
Eckel cũng tham gia FIFA World Cup 1958 và tổng cộng có 32 lần khoác áo đội tuyển quốc gia Tây Đức.

## Cuộc sống sau sự nghiệp
Sau khi kết thúc sự nghiệp thi đấu, Eckel chuyển từ công việc thợ cơ khí sang làm giáo viên, nghề nghiệp mà ông gắn bó cho đến khi nghỉ hưu vào năm 1997.
Ông cũng tham gia làm cố vấn cho bộ phim “Điều kỳ diệu tại Bern” (The Miracle of Bern), bộ phim của đạo diễn Sönke Wortmann kể về chức vô địch World Cup 1954 của Tây Đức.
Eckel qua đời vào ngày 3 tháng 12 năm 2021, hưởng thọ 89 tuổi. Ông không chỉ là cầu thủ cuối cùng còn sống trong đội hình ra sân ở trận chung kết World Cup 1954, mà còn là thành viên cuối cùng còn sống trong toàn bộ đội hình Tây Đức tại giải đấu đó.